# Stora Skåketjärnet
Stora Skåketjärnet är en sjö i Färgelanda kommun i Dalsland och ingår i Örekilsälvens huvudavrinningsområde.